# Arorangi FC
Puaikura Football Club (Arorangi FC) – klub piłkarski z Wysp Cooka. Obecnie gra w I lidze Wysp Cooka, a także w Pucharze Wysp Cooka. Do tej pory ta drużyna była 2 razy mistrzem kraju i 1 raz zdobyła puchar.

## Sukcesy
I liga – mistrzostwo ligi - 2 razy (1985, 1987)

Puchar Wysp Cooka – zwycięstwo w pucharze – 1 raz (1985)